# Westfield World Trade Center
O Westfield World Trade Center é um centro comercial localizado dentro do complexo do World Trade Center em Manhattan, Nova Iorque. Localizado dentro da estação da PATH, foi aberto em 16 de agosto de 2016 e é operado pela Westfield. Com 34 000 m2 de lojas, é o maior centro comercial de Manhattan. Substituiu o Mall at the World Trade Center, o centro comercial sob o complexo original que foi destruído nos ataques de 11 de setembro de 2001.